# Pierre Sébastien Guersant
Pierre Sébastien Guersant (Deols, Indre, 20 de enero de 1789 - París, 5 de abril de 1853) fue un escultor francés.

## Biografía
Nacido en la comuna de Deols, en la región de Centro el 1789, año de la Revolución. Se trasladó a París, donde fue alumno en la Escuela de Bellas Artes. Asistió a los talleres de Pierre Cartellier. En los procesos verbales de la Academia se citan como sus compañeros en el taller de Cartellier de 1812 a Bernard-Gabriel Seurre, Antoine Desboeuf, Antoine Charles Vauthier, Abel Dimier, Roman y François-Hyacinthe Sobre. También fue alumno de Jacques-Louis David. [cita requerida]
En el Salón de París de 1814, presentó un relieve de escayola titulado El retorno del hijo pródigo, por el que obtuvo una medalla de oro.Charles Gabet y Louis Charles Deschamps, Dictionnaire des artistes de l'école française au XIXe siècle: Peinture, sculpture, architecture, gravure, dessin, lithographie et composition musicale; Madame Vergne, 1831. pp. 340 Texto en francés: "Guersant (Pierre-Sébastien), statuaire, r. Des Marais, faub. Du Temple, 14, né a Déols (Indre) en 1789, éléve de M. Cartelier. On doit a cet artiste: Un bas-relief en plâtre, de 9 p., représentant Le retour de l´enfant prodigue. Ce bas-relief en plâtre, qui a éte exp. au salon de 1814, a valu á l´auteur une méd. d´or. On en voit la gravure au trair dans les annales du Musée publiées por M. Landon; Huit trophées qui décorent le grand escalier du palais de la ch. des Pairs; un groupe en plâtre représentant Achille furieux; Ce groupe, dont les figure ont 7 p. de proport, a été expous en 1819. un basrelief en plâtre représentant la Poésie (MI) pour la fountaine de la place de la Bastille. Une statue de la Vierge, modèle en pierre, 8 p. De haut, por la tombeau de la famille de M*** au cimetière du Père-Lachaise, exp en 1822; le buste de Jeanne Hachette, méme exposition (MI), por la ville de Beauvais. Ce buste a valu à l`artiste une mèd. en or; Une statue de la Vierge en plâtre, exp. en 1824 (P.) (église de St François). Le buste en marbre de Germain Pilon. Ce buste, placé dans la salle qui précède le Musée Charles X, a été exp. en 1824 (M d R); Les statues, groupes et figures qui décoraient le trône de Charles X dans l´église de Reims, lors de la cérémonie de sacre; un basrelief en marbre, de 5 p. De haut, représentant La Scupture, figure assise, de 7 p. De proport. (M d R) (grand escalier du Musée), exp. en 1827; Le duc de Bordeaux, statue-modèle en plâtre, exécutée en 1827 pour la manufacture de porcelaine à Sèvres. Cet artiste donne des leçons."</ref>
Como dibujante trazó los grabados que ilustran los anales del Museo publicados por Landon. Realizó ocho trofeos para la decoración de la gran escalera de palacio del Castillo de los Pares (Château des Pairs). Un grupo en escayola representando a Aquiles furioso - Achille furieux fue expuesto en el Salón de París de 1819.
Durante la Restauración trabajó en uno de los 24 relieves que iban a adornar la base del Elefante de la Bastilla. La mayoría de los relieves fueron presentados en el Salón de 1817, el de Guersant dedicado a La Poésie fue presentado en el Salón de 1819 bajo el lema Homero coronado por los genios de la poesía lírica y de la poesía pastoral.

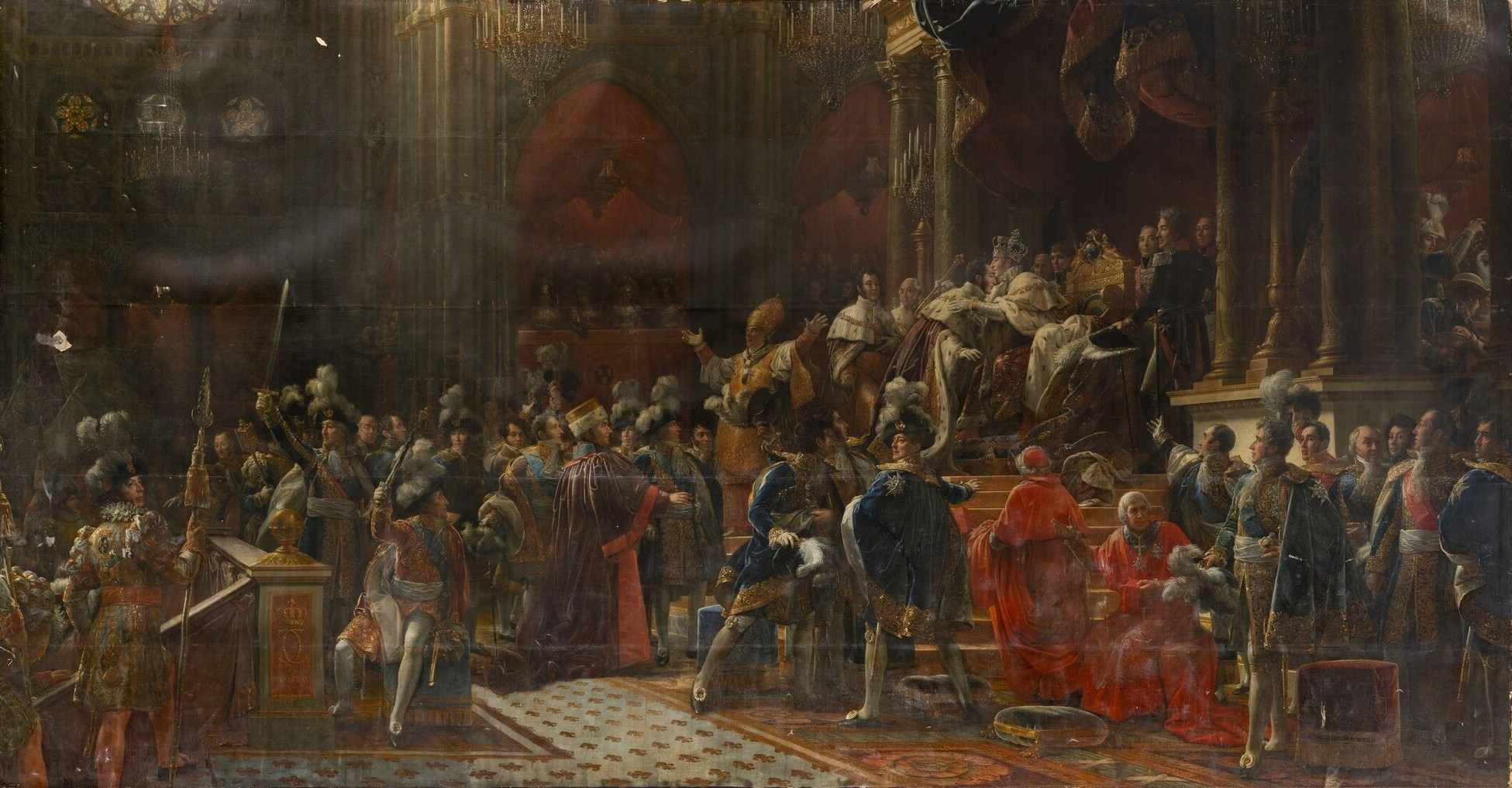
Coronación de Carlos X por François Gérard. La decoración del trono fue obra de Guersant

En el Salón de 1822 presentó dos obras: 
- Una estatua de la Virgen, tallada en piedra, presente en la exposición y posteriormente instalada en una tumba particular del cementerio del Père-Lachaise.
- Un busto de la heroína Jeanne Hachette, para la villa de Beauvais. Por esta pieza obtuvo una medalla de oro del salón.

Dos años más tarde, en el Salón de 1824 presentó otra estatua de la Virgen, esta vez en escayola, que fue adquirida para la iglesia de Saint François. En la exposición instalada en el salón de recepción al entonces llamado Museo Carlos X (Museo del Louvre), pudo verse un busto tallado por Guersant en mármol, retrato de Germain Pilon.
Las estatuas, grupos y figuras que adornaron el trono de Carlos X de Francia en la iglesia de Reims, durante la ceremonia de coronación son obra de Guersant.

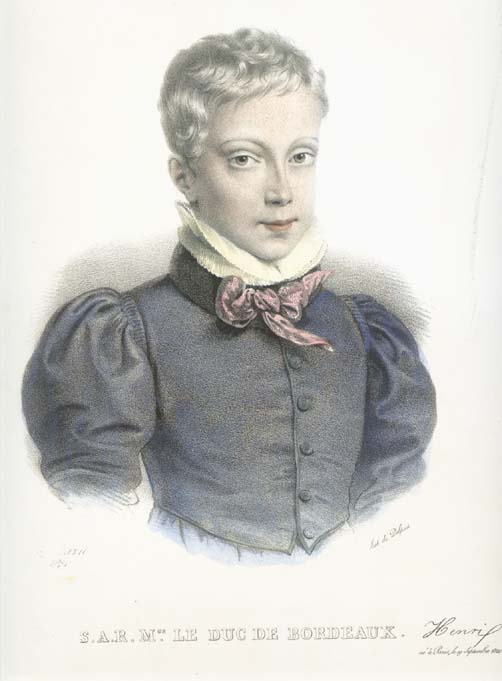
Grabado Retrato del Duque de Burdeos, ligeramente posterior al retrato en biscuit de Guersant

Pierre Sébastien Guersant también realizó una estatua pedestre representando a Henri de Bourbon (1820-1883) a la edad de 7 años, conocido durante su infancia como Duque de Burdeos, cerámica de Sévres (1827).. Tiene una altura de 121 centímetros y una base cuadrada de 55,7 cm de lado. La pieza se conserva en el Museo de Artes Decorativas de Burdeos. (imagen)
Para los continuos trabajos en el edificio del Louvre se le encargó el relieve alegórico de La Sculpture, concluido en 1827 (Imagen). Encargado para la decoración de la Escalera nueva del Museo Napoleón, construida por Percier y Fontaine de 1809 a 1812 (demolida para la construcción de la escalera Daru llamada escalera de la Samotracia) El relieve en mármol tiene unas dimensiones de 1.750 m. x 1.630 m. y se conserva en el Museo del Louvre.